# Klez
Klez är en trojansk häst som sprids genom e-postmeddelanden och upptäcktes 25 oktober 2001.
Viruset utnyttjar en säkerhetsbrist i Internet Explorers renderingsmotor Trident som också Microsoft Outlook och Outlook Express använder sig av och smittar således endast datorer som använder Microsoft Windows.
Klez kännetecknas av att en bifogad fil i ett e-postmeddelande antingen exekveras av e-postprogrammet eller av användaren och kopierar sedan filer till hårddisken samtidigt som det försöker inaktivera antivirusprogram på datorn. Viruset sänder sedan sig själv vidare till andra i e-postprogrammets adressbok.
Det finns flera varianter av Klez som alla har liknande karaktärsdrag.